# Équipe des îles Cook des moins de 17 ans de football
Maillots
L'équipe des îles Cook des moins de 17 ans est une sélection de joueurs de moins de 17 ans au début des deux années de compétition placée sous la responsabilité de la Fédération des îles Cook de football.

## Parcours en Championnat d’Océanie
- 1983 : Non inscrit
- 1986 : Non inscrit
- 1989 : Non inscrit
- 1991 : Non inscrit
- 1993 : Non inscrit
- 1995 : Non inscrit
- 1997 : 1er tour
- 1999 : 1er tour
- 2001 : Forfait
- 2003 : 1er tour
- 2005 : 1er tour
- 2007 : Non inscrit
- 2009 : Non inscrit
- 2011 : 1er tour
- 2013 : 6e
- 2015 : 1er tour
- 2017 : Tour qualification
- 2018 : Tour qualification
- 2023 : Quarts de finale

## Parcours en coupe du monde
| - 1985 : Non qualifié - 1987 : Non qualifié - 1989 : Non qualifié - 1991 : Non qualifié - 1993 : Non qualifié - 1995 : Non qualifié - 1997 : Non qualifié - 1999 : Non qualifié - 2001 : Non qualifié - 2003 : Non qualifié |  | - 2005 : Non qualifié - 2007 : Non qualifié - 2009 : Non qualifié - 2011 : Non qualifié - 2013 : Non qualifié - 2015 : Non qualifié - 2017 : Non qualifié - 2019 : Non qualifié - 2023 : Non qualifié |